# Гравеллона-Точе
Гравеллона-Точе (итал. Gravellona Toce) — коммуна в Италии, располагается в регионе Пьемонт, в провинции Вербано-Кузьо-Оссола.
Население составляет 7755 человек (2008 г.), плотность населения составляет 529 чел./км². Занимает площадь 15 км². Почтовый индекс — 28883. Телефонный код — 0323.
Покровителем коммуны почитается святой апостол Пётр, празднование 29 июня.

## Демография
Динамика населения:

## Администрация коммуны
- Официальный сайт: http://www.comune.gravellonatoce.vb.it/